# Notat
Se også særskilt artikel om avisen Notat.
Et notat er et dokument, der i sin udformning er meget enkel.
At tage notater betyder i gængs taleform at skrive ned, enten i hånden eller på maskine/computer, hvad der bliver sagt til et møde, en forelæsning eller lignende.
Et notat kan være et kort dokument, håndskrevet på en post-it, eller et langt dokument over mange sider, printet ud på brevpapir. 
Et notat er i Centraladministrationen en formaliseret skriveform, der nøje indføjes i en skabelon. Et sådan notat følges næsten altid af et cover.